# NGC 2667
NGC 2667 (ook: NGC 2667A)  is een spiraalvormig sterrenstelsel in het sterrenbeeld Kreeft. Het hemelobject werd op 18 februari 1862 ontdekt door de Duits-Deense astronoom Heinrich Louis d'Arrest.

## Synoniemen
- IC 2410
- MCG 3-23-7
- ZWG 90.16
- PGC 24741